# Комяхов, Василий Григорьевич
Василий Григорьевич Комяхов (18 (3 марта) февраля 1911 г., Славянск Харьковской губернии — 16 октября 1966 г., Киев) — партийный деятель Украинской ССР и СССР.  Член ВКП(б) с 1941 года, член ЦК Компартии Украины (1954—1966), кандидат (1956—1961), член ЦК КПСС (1961—1966), член Политбюро ЦК Компартии Украины (1962—1966).  Депутат Верховного Совета СССР 4, 5, 6, 7 созывов.

## Биография

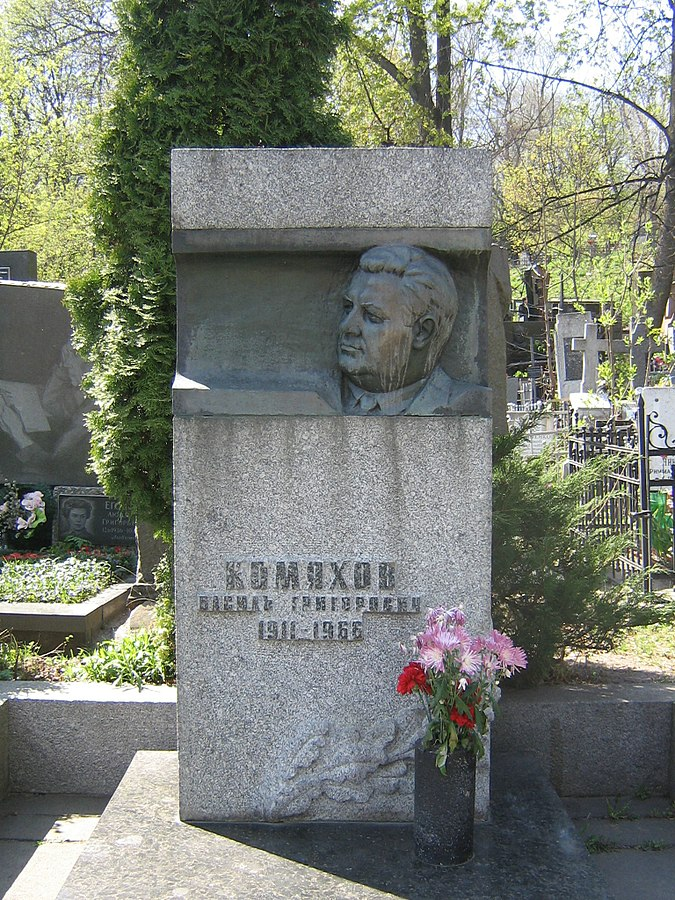
Могила Василия Комякова на Байковом кладбище

Учился в Гришинском агрономическом техникуме (1927—1930), окончил Одесский сельскохозяйственный институт (1936).
Во время Великой Отечественной войны  служил заместителем начальника автоотдела 54-й армии по ремонту и снабжению, начальник автомобильного отдела армии, начальник 1-го отдела автоуправления Северной группы войск. Награждён орденами Красной Звезды, Отечественной войны первой и второй степеней. 
В 1949—1953 годах председатель исполкома Кировоградского областного Совета. Первый секретарь Сумского областного комитета КП Украины с ноября 1953 года по декабрь 1955 года. 
Первый секретарь Крымского областного комитета КП Украины с 14 декабря 1955 года по 6 января 1961 года. Под его руководством велась достройка Симферопольского водохранилища, сооружение Ялтинского гидротоннеля, Бахчисарайского цементного завода, десятков консервных и винных заводов.
Первый секретарь Полтавского областного КП Украины с января 1961 г. до декабря 1962 года. В 1962—1966 годах секретарь ЦК КП Украины.
Награждён 3 орденами Ленина, орденом Трудового Красного Знамени, орденом Отечественной Войны I-й степени, орденом Отечественной Войны II-й степени, орденом Красной Звезды.
Умер в Киеве 16 октября 1966 года, похоронен на Байковом кладбище.